# Mostek (Rybník)
Mostek (německy Schwanenbrückl) je zaniklá vesnice, část obce Rybník v okrese Domažlice v Plzeňském kraji. Nachází se asi tři kilometry severně od Rybníka. Není zde evidována žádná adresa. V roce 2011 zde trvale nikdo nežil.
Mostek leží v katastrálním území Mostek u Rybníku o rozloze 4,77 km².

## Historie
První písemná zmínka o vesnici pochází z roku 1575.

## Obyvatelstvo
| Rok            | 1869 | 1880 | 1890 | 1900 | 1910 | 1921 | 1930 | 1950 | 1961 | 1970 | 1980 | 1991 | 2001 | 2011 | 2021 |
| -------------- | ---- | ---- | ---- | ---- | ---- | ---- | ---- | ---- | ---- | ---- | ---- | ---- | ---- | ---- | ---- |
| Počet obyvatel | 607  | 594  | 565  | 581  | 643  | 678  | 757  | 6    | 0    | 0    | 0    | 0    | 0    | 0    | 0    |
| Počet domů     | 71   | 77   | 73   | 75   | 81   | 83   | 115  | 0    | 0    | 0    | 0    | 0    | 0    | 0    | 0    |

## Obecní správa
Při sčítání lidu v letech 1850–1879 Mostek byl osadou obce Stará Huť v okrese Horšův Týn. V letech 1880–1954 byl samostatnou obcí v okrese Horšovský Týn (v letech 1880–1910 Horšův Týn). V následujícím období byla osada úředně zrušena a jako část obce Rybník v okrese Domažlice byla obnovena 1. července 2001.

## Pamětihodnosti
- Kamenný most